# Atagema gibba
Atagema gibba är en snäckart som beskrevs av Pruvot-fol 1951. Atagema gibba ingår i släktet Atagema och familjen Archidorididae. Inga underarter finns listade i Catalogue of Life.